# U-175 (1941)
U-175 – niemiecki U-Boot typu IX C należący do Kriegsmarine, zbudowany w czasie II wojny światowej. Jego stępka została położona 30 stycznia 1941 roku w stoczni AG Weser w Bremie, podniesienie bandery nastąpiło 5 grudnia 1942 roku. Dowódcą okrętu został Kapitänleutnant Heinrich Bruns.
Po ćwiczeniach ze szkolną 4. Unterseebootsflottille, U-175 został 1 września 1942 roku przeniesiony do służby operacyjnej w ramach 10. Unterseebootsflottille.

## Patrole
Okręt podwodny U-175 odbył trzy patrole.
| Wypłynięcie              | Powrót                       | Czas trwania | Zatopienia [BRT] |
| ------------------------ | ---------------------------- | ------------ | ---------------- |
| 15 sierpnia 1942 Kilonia | 17 października 1942 Lorient | 64 dni       | 33,442 ton       |
| 1 grudnia 1942 Lorient   | 24 lutego 1943 Lorient       | 86 dni       | 7,177 ton        |
| 10 kwietnia 1943 Lorient | Zatopiony 17 kwietnia 1943   | 8 dni        | -                |

Podczas swoich patroli U-175 zatopił 10 okrętów o łącznej pojemności 40 619 BRT.

## Statki zatopione przez U-175
| Data       | Nazwa statku        | Pojemność [BRT] | Bandera         |
| ---------- | ------------------- | --------------- | --------------- |
| 18.09.1942 | Norfolk             | 1.901           | Kanada          |
| 21.09.1942 | Predsednik Kopajtic | 1.798           | Jugosławia      |
| 24.09.1942 | West Chetac         | 5.627           | USA             |
| 26.09.1942 | Tambour             | 1.827           | Panama          |
| 28.09.1942 | Alcoa Miner         | 5.590           | USA             |
| 01.10.1942 | Empire Tennyson     | 2.880           | Wielka Brytania |
| 02.10.1942 | Aneroid             | 5.074           | Panama          |
| 04.10.1942 | Caribstar           | 2.592           | USA             |
| 05.10.1942 | William A. McKenney | 6.153           | USA             |
| 23.01.1943 | Benjamin Smith      | 7.177           | USA             |

## Ataki na U-175

### 2 października 1942
Okręt został dwukrotnie zaatakowany przez samolot Douglas B-18 Bolo należący do USAF, ale nie odniósł żadnych uszkodzeń.

### 1 stycznia 1943
O godzinie 18:53, U-175 został zaatakowany w pobliżu Sierra Leone przez brytyjską łódź latającą z 270 dywizjonu RAF przy użyciu pięciu bomb; odniósł niewielkie uszkodzenia.

### 30 stycznia 1943
O godzinie 16:57, wracający U-Boot został zaatakowany na południowy wschód od Dakaru przez brytyjską łódź latającą z 270. dywizjonu za pomocą sześciu bomb. Rozległe uszkodzenia ograniczyły możliwość zanurzania, a wyciek ropy naftowej spowodował poważne straty paliwa uzupełnione 11 lutego przez U-118.

## Zatopienie

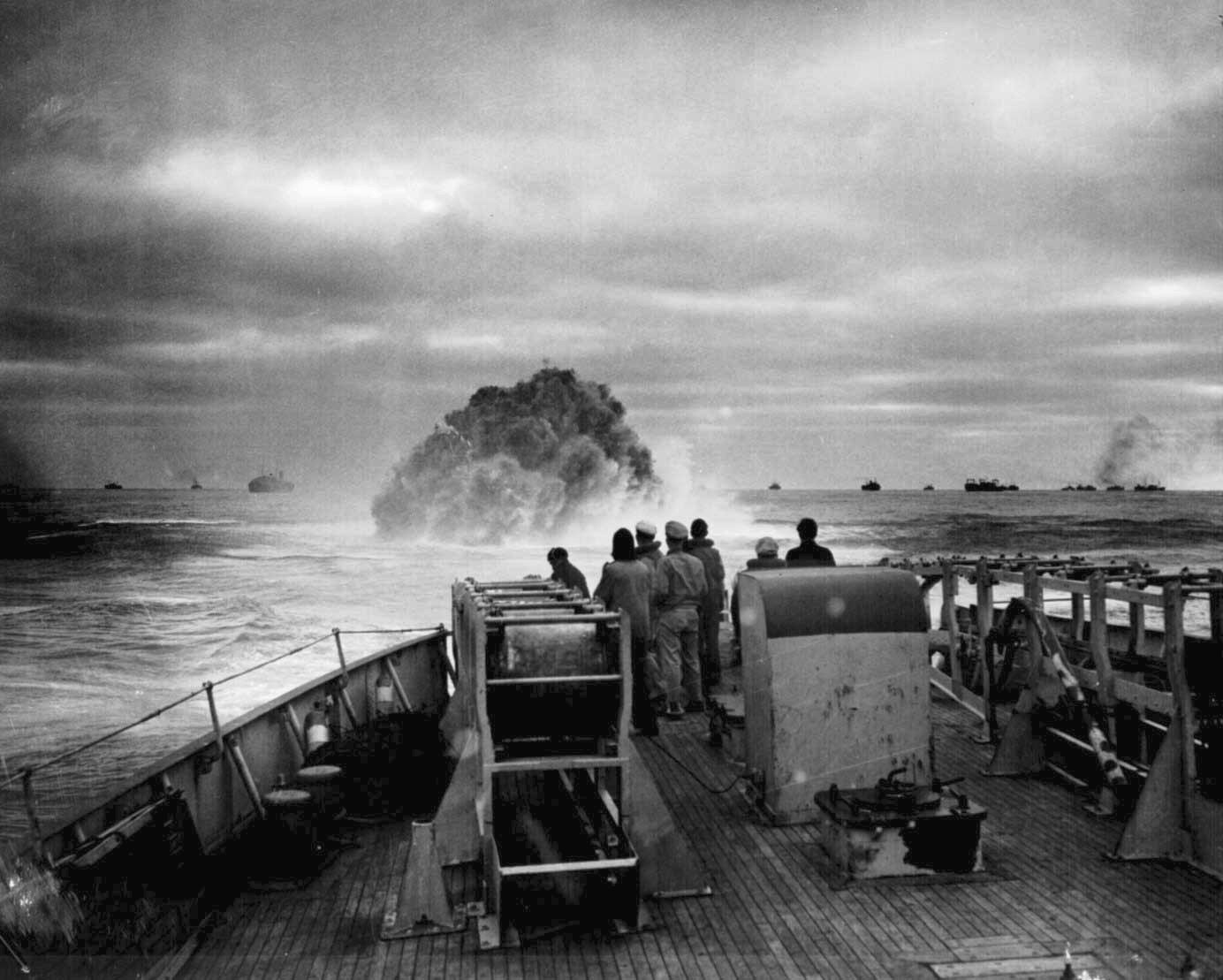
Załoga kutra Spencer obserwująca wybuch ładunków głębinowych nieopodal U-175

17 kwietnia 1943 roku okręt napotkał aliancki konwój HX-233 (podczas całego rejsu był on atakowany przez osiem niemieckich U-Bootów, tracąc tylko jeden statek – „Fort Rampart”) na południowy zachód od Irlandii, na pozycji 47.53N, 22.04W. Przystąpił do ataku w zanurzeniu na amerykański zbiornikowiec „G. Harrisson”, kiedy załoga kutra Straży Wybrzeża Stanów Zjednoczonych USS „Spencer” wykryła go i zaatakowała bombami głębinowymi. U-175 został zmuszony do wynurzenia i zaatakowany ogniem artyleryjskim z otaczających go okrętów. Okręt został zajęty przez oddział pryzowy z USS „Spencer” dowodzony przez porucznika Rossa P. Bullarda, lecz niemieccy marynarze podczas procedury ewakuacyjnej otworzyli zawory denne, zatapiając okręt. 
Atak przeżyło 41 marynarzy spośród 54 znajdujących się na okręcie. Wśród zabitych znalazł się dowódca, Korvettenkapitän Heinrich Bruns.